# Vall d'Aura
|  | Per a altres significats, vegeu «Vescomtat d'Aura». |

Aura o la Vall d'Aura (en occità: Vath d'Aura; en francès: Aure) és una vall pirinenca i alhora un parçan o comarca d'Occitània situada a la Gascunya. També es considerada una regió natural de França.
Aquesta vall, encaixonada entre el Lavedan (Bigorra) i el parçan del Luixonès, al Comenge, va formar el Comtat d'Aura i més tard el Vescomtat d'Aura des del segle xi.
La seva vil·la principal es Àrreu.

## Parçan d'Occitània
Segons la proposta de divisió territorial d'Occitània del diari Jornalet, basada en l'obra de Frederic Zégierman Le Guide des pays de France, la Vall d'Aura estaria ubicada a la regió de Gascunya, subregió del Comenge.
Oficialment, les comunes de la Vall d'Aura estan adscrites administrativament i situades al sud-est del departament francès dels Alts Pirineus, a la regió administrativa d'Occitània.